# Čorsu bazar
Čorsu bazar (perzijsko بازار چارسو, uzbeško Chorsu bozori), imenovana tudi Čarsu bazar, je tradicionalna tržnica, ki stoji v središču starega mestnega jedra Taškenta, glavnega mesta Uzbekistana. Pod modro kupolo in sosednjimi prostori se prodajajo vse dnevne potrebščine.
Čorsu bazar stoji čez cesto od postaje taškentske podzemne železnice Čorsu, v bližini medrese Kukelda. Čorsu je beseda iz tadžiškega jezika, ki pomeni 'križišče' ali 'štirje potoki'. Medresa Kukeldaš, zgrajena okoli leta 1570, je na robu tržnice. Sodobno stavbo in značilno modro kupolo so leta 1980 zasnovali Vladimir Azimov, Sabir Adylov in drugi kot pozni primer sovjetskega modernizma.

## Opis
V osrednjem delu tržnice je monumentalna kupolasta struktura s premerom približno 300-350 metrov - trinadstropna stavba z dvigalnim sistemom. V spodnjem nadstropju so kletni hodniki s številnimi sobami. Stojnice so v pritličju in zgornjem nadstropju. Stojnice na tržnici so razdeljene glede na vrsto blaga, ki se prodaja: zelenjava, sadje, oreški, orientalske sladice, začimbe in žita. Za oblačila in gospodinjske predmete so na voljo ločeni paviljoni.
Na Čorsu bazarju je na voljo široka paleta blaga. Glavni poudarek je na:
- Sadje (suho sadje, melone, jabolka, hruške, breskve)
- Oreški (orehi, pistacije, mandlji)
- Začimbe (poper, kardamom, kumina)
- Umetnost in obrt[2]

Danes se bazar razteza čez dve nadstropji osrednje kupolaste stavbe in okolice.

## Zgodovina
Čorsu bazar velja za enega najstarejših bazarjev v Srednji Aziji. Stoletja je bilo eno najpomembnejših trgovskih središč vzdolž svilne poti in je imelo koristi predvsem od svoje lege na križišču štirih pomembnih trgovskih poti. V preteklosti je bil trg strukturiran glede na ponujene izdelke, danes pa je ta vrstni red v veliki meri odpravljen. Po pripovedovanjih popotnikov iz preteklih stoletij je bila glavna tržnica v Taškentu dom neštetih izdelkov, majhnih trgovin, kopališč, karavanserajev, čajnic in drugih obratov.